# Білявинці (Молдова)
Білявинці, Білявинць (рум. Beleavinţi) — село в Молдові в Бричанському районі. Утворює окрему комуну.
Українці складають більшу частину населення села. За даними перепису населення 2004 року 1281 осіб (понад 55%).

## Географія
Через село тече річка Вілія, ліва притока Пруту.

## Історія
За даними на 1859 рік у власницькому селі Дребкоуці Хотинського повіту Бессарабської губернії, мешкало 463 особи (226 чоловічої статі та 237 — жіночої), налічувалось 71 дворове господарство, існувала православна церква.
Станом на 1886 рік у царачькому селі Білявинці Липканської волості, мешкало 644 особи, налічувалось 112 дворових господарств, існувала православна церква.

## Населення

### Національність
Розподіл населення за національністю за даними перепису 2014 року:
| Мова             | Відсоток |
| ---------------- | -------- |
| українці         | 56,33%   |
| молдовани/румуни | 42,04%   |
| росіяни          | 1,45%    |
| інші             | 0,17%    |